# میلوش ماریچ
میلوش ماریچ (صربی: Miloš Marić؛ زادهٔ ۵ مارس ۱۹۸۲) بازیکن فوتبال اهل صربستان بود.
از باشگاه‌هایی که در آن بازی کرده‌است می‌توان به باشگاه فوتبال لوکرن اوست والاندرن، باشگاه فوتبال لیرسه، باشگاه فوتبال بوخوم، باشگاه فوتبال المپیاکوس، و باشگاه فوتبال خنت اشاره کرد.
وی همچنین در تیم ملی فوتبال صربستان بازی کرده‌است.